# Prison de Mantoum
La prison de Mantoum, située à environ 70 kilomètres de Foumban en passant par Malentouen, est un prison de l'Ouest du Cameroun, construite en 1961.

## Histoire

### Création comme une prison politique (1961-1976)
La prison de Mantoum, fondée en 1961, peu après l’indépendance du Cameroun, est initialement connue sous le nom de Centre de rééducation civique. Sa mission officielle est de « redresser » les individus considérés comme dissidents par le régime d’Ahmadou Ahidjo. L'établissement fonctionne comme un camp de concentration servant à briser physiquement et psychologiquement les opposants politiques, militants, et membres de l’Union des populations du Cameroun (UPC), ainsi que les simples suspects.

#### Victimes et conditions de détention
Mantoum accueille des détenus de divers horizons. Parmi eux figurent des figures emblématiques comme :
- Célestin Lingo, ancien président de l’Union des journalistes du Cameroun[1],[2],
- Albert Mukong, leader anglophone et auteur du livre A Prisoner Without a Crime,
- Edmond Djoumessi II, chef supérieur de Foréké-Dschang.

S’ajoutent à cette liste des militants du Parti des démocrates camerounais (PDC) d’André-Marie Mbida, des Témoins de Jéhovah persécutés pour leur refus d’adopter les symboles républicains, ainsi que des anonymes dont beaucoup ne survivent pas à leur détention.
Les conditions de vie dans cette prison sont inhumaines. Les survivants, rares, en ressortent souvent gravement mutilés, aveugles ou profondément traumatisés. La majorité des détenus succombent à cette expérience, finissant dans des fosses communes anonymes[réf. nécessaire].
Chaque journée commence à l’aube par des corvées épuisantes sous un soleil accablant. Ces travaux incluent la construction de logements pour les gardiens, l’agriculture ou encore le transport de matériaux sur de longues distances. Cette pénibilité est renforcée par un climat de terreur instauré par des actes quotidiens de violence et de cruauté.

#### La figure de Tanibi: incarnation de la cruauté
Le directeur de la prison, connu sous le nom de Tanibi, reste une figure emblématique de la répression qui caractérise Mantoum. Selon les récits, notamment celui d’Albert Mukong, il se distingue par des méthodes de torture brutales, incluant la mutilation des organes génitaux des prisonniers. À chaque apparition, il provoque une peur panique parmi les détenus.
Tanibi alterne entre des gestes de clémence trompeuse et des châtiments atroces, manipulant les prisonniers pour les réduire à une obéissance totale. Sa capacité à infliger des souffrances physiques et psychologiques fait de lui l’un des symboles les plus marquants des abus de cette époque.

#### Répression psychologique
Au-delà des violences physiques, Mantoum exerce une répression psychologique intense. Les détenus sont soumis à un endoctrinement forcé à l’idéologie du parti unique, annihilant toute perspective de libération ou de réhabilitation. Beaucoup succombent à cette pression mentale, certains perdant la raison. Le système écrase tout esprit de résistance et étouffe toute opposition au régime en place.

### Transformations et mémoire (depuis 1976)
En 1976, Mantoum est intégrée au système pénitentiaire national et devient officiellement une « prison de production », marquant la fin de son rôle dans la répression politique. En 1992, elle est reclassée en prison principale pour détenus de droit commun.
Bien que son statut ait changé, le passé tourmenté de la prison continue d’habiter la mémoire collective camerounaise. Mantoum, aujourd’hui fonctionnelle en tant qu’établissement pénitentiaire ordinaire, demeure un symbole des abus et des violences des premières décennies suivant l’indépendance, une période marquée par une répression systématique des opposants au régime.

## Équipements
Il est bâti sur 4 000 m² et a une capacité de 500 personnes.